# 青26号
青26号（あお26ごう）は、日本国有鉄道（国鉄）が定めた色名称の1つである。

## 概要
マンセル値は「6.2B 6/11.2」。
1987年に登場した213系の帯色として初めて採用され、直後に発足したJR四国のコーポレートカラーに制定された。JR四国所属の電車・気動車の標準塗装になっている。

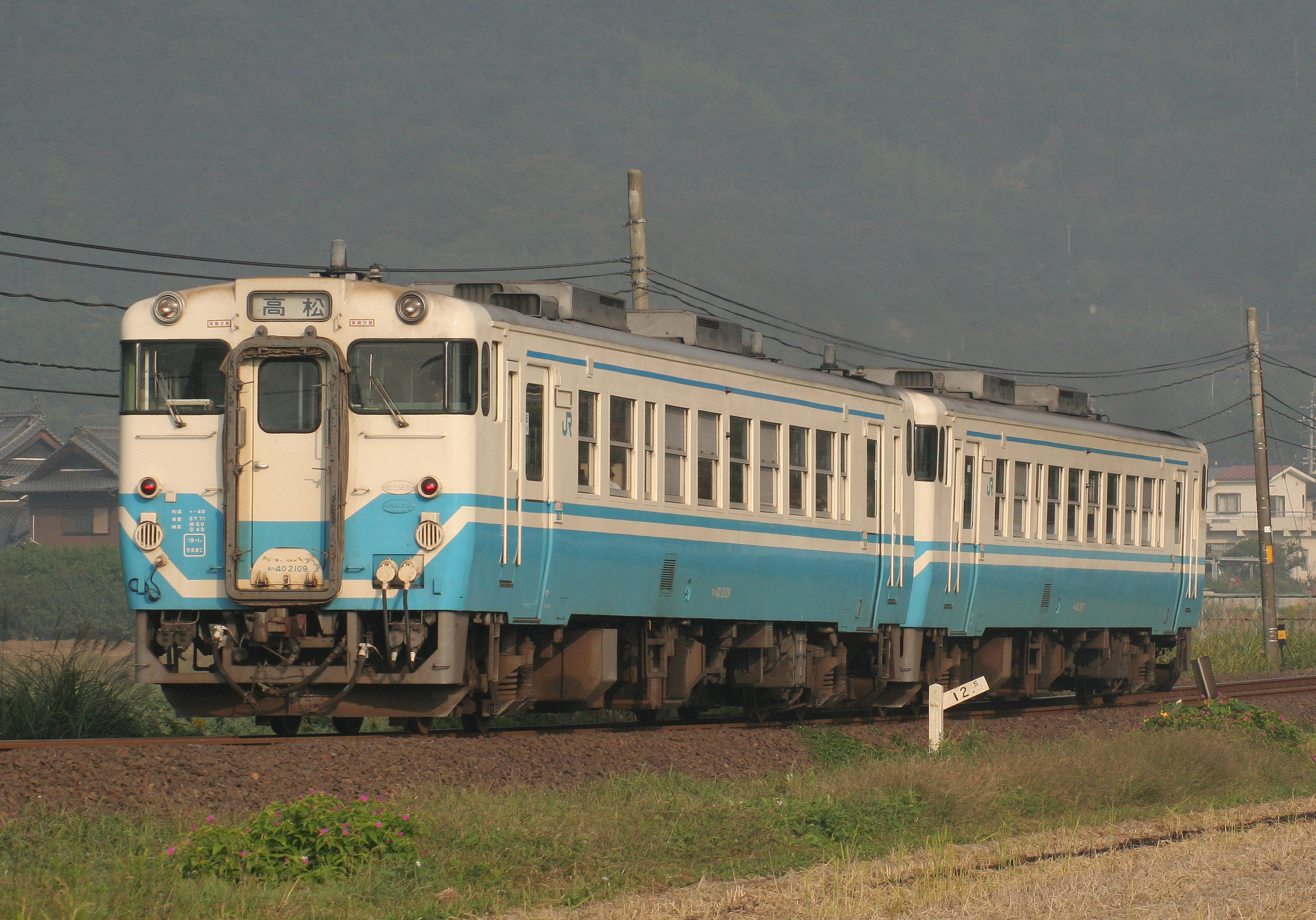
キハ40形JR四国色

国鉄から承継した111系はクリーム10号の白地に、青26号の帯、キハ20形、キハ45形、キハ40・47形、キハ32形、キハ181系、はクリーム10号の白地に青26号の塗装に、121系、キハ54形0番台、キハ185系は青26号の帯となった。

## 使用車両
- JR四国のコーポレートカラー

JR四国のロゴ(青26号)

- 国鉄111系、121系電車の帯色(JR四国承継後)
- 国鉄213系の帯色(JR西日本所属車)
- キハ20形、キハ45形、キハ40・47形、キハ181系(JR四国色)
- キハ54形0番台の帯色(JR四国承継後)
- キハ32形のJR四国色
- キハ185系の帯色(JR四国承継後)
- JR四国1000形、2000系、6000系、7000系の帯色

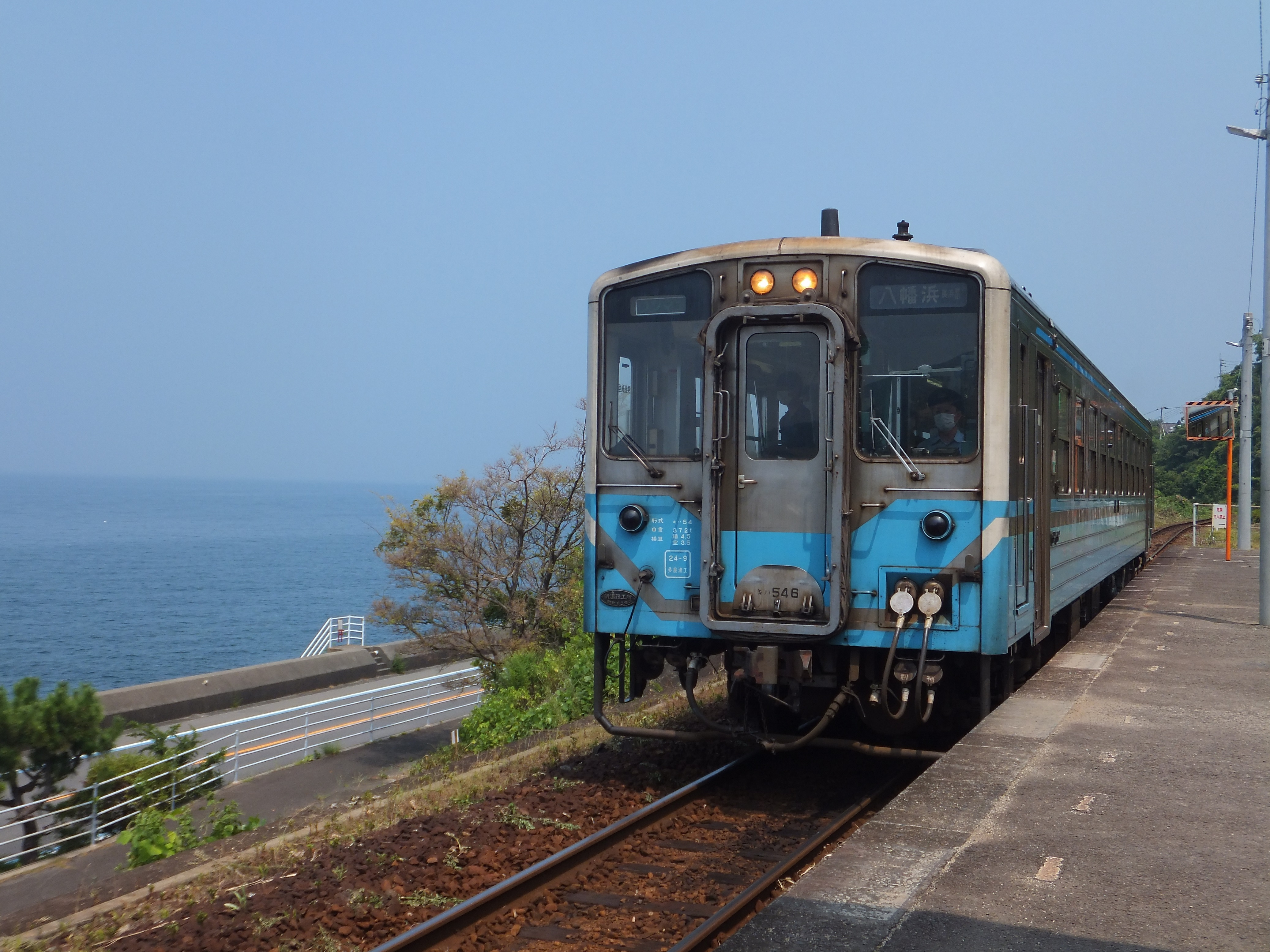
キハ54形0番台(帯色)

## 類似色
- 東武鋼製通勤車の新塗装(2080系、3000系、5000系、8000系(800型・850型含む)、1800系通勤改造車)
- IRいしかわ鉄道のラインカラー